# BiSS Interface

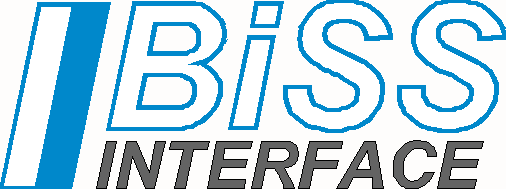
BiSS-Logo

Das BiSS Interface ist eine offengelegte Schnittstelle, die vom Unternehmen iC-Haus entwickelt wurde. Der Name steht für „Bidirektional/Seriell/Synchron“. Das BiSS Interface basiert auf einem Netzwerkprotokoll zur Realisierung einer Echtzeit-Schnittstelle für eine digitale, serielle und gesicherte Kommunikation zwischen einem Controller und Sensoren sowie Aktoren. Das BiSS-Protokoll ist in den Varianten B- und C-Modus (Continuous Mode) für industrielle Anwendungen ausgelegt, in denen Übertragungsgeschwindigkeiten, Sicherheit (Safety), Flexibilität und ein minimierter Realisierungsaufwand gefordert sind.

## Anwendungen
- Positionssensorik
  - Drehgeber (Absolutwertgeber)
  - Lineare Positionssensoren (Absolutwertgeber)
- Antriebsregelungen (Motor-Feedback)
- Intelligente Sensorik (Smart Sensors)
- Robotik

## Merkmale von BiSS
- Open Source
- Hardware-kompatibel zum SSI-Standard (Synchronous Serial Interface)
- Zyklisches Lesen von Sensordaten bis 64 Bit pro Slave
- Übertragung von Statusdaten, Parameter, Temperaturmesswerte, Konfigurationsbeschreibung etc.
- Isochrone, echtzeitfähige Datenübertragung
- bidirektionale Kommunikation mit zwei unidirektionalen Leitungen
- Punkt-zu-Punkt- oder Multi-Slave-Netzwerke
- Maximale Nutzdatenrate, Treiber- und leitungsabhängige Übertragungswerte von z. B. 10 MHz, 1 km, LVDS 100 MBit/s,
- unabhängig vom verwendeten Physical Layer.
- CRC-gesicherte Kommunikation (Sensordaten und Steuerungsdaten getrennt gesichert)

## Besonderheiten bei BiSS C
- Kontinuierliche Sensordatenübertragung ohne Unterbrechung bei Nutzung der Steuerungsdaten
- Ansteuerung von Aktoren im Bus während der Sensor-Datenübertragung
- Breitere Standardisierung durch BiSS Profile, BiSS EDS (Electronic Data Sheet), BiSS USER DATA etc.
- Volle Kompatibilität des BiSS Identifiers (bereits bei BiSS B definiert)

## Entwicklungen bei BiSS in der Positionssensorik
- BiSS wurde 2002 der Öffentlichkeit präsentiert
- Da BiSS B nicht Motorfeedback-fähig ist, wurde BiSS C vom Markt bevorzugt
- Alle Patentklagen gegen BiSS B wurden 2012 fallen gelassen:
  - EP 0790489B1: „Mode Switching by Frequency Comparison“
  - DE 19701310B4: „Mode Switching as such“
  - EP 1168120B1: „Block transmission of additional uncritical data“
- In der Positionssensorik mit BiSS werden Multi-Cycle-Daten (MCD) nicht mehr angewendet
- Da BiSS den PHY von SSI (RS422) nutzt, entwickelt sich BiSS als Nachfolger der SSI Schnittstelle in der Automatisierung
- BiSS Line für Ein-Kabel-Anwendungen wurde 11/2016 auf der SPS Nürnberg vorgestellt
- Gründung des Industrieverbandes BiSS Association e.V.[2] am 28. September 2017

## BiSS Association e. V.
Am 28. September 2017 gründeten 11 Mitglieder den Verein BiSS Association. Die erfolgreiche technische Umsetzung von BiSS Line war ausschlaggebend, eine eigenständige Nutzerorganisation mit Internet-Plattform einzurichten, auf der sich Anbieter mit BiSS-Lösungen darstellen und austauschen. Zu den Gründungsmitgliedern gehören bekannte BiSS-Nutzer für Sensoren, Encodern und Antrieben. Auf der SPS-IPC-DRIVES-Drives Messe 2017 in Nürnberg präsentiert sich die BiSS Association auf den Ständen der Teilnehmer.
Gründungsmitglieder:
- Balluff GmbH
- Baumer IVO GmbH & Co. KG
- Dr. Fritz Faulhaber GmbH & Co. KG
- Elgo GmbH & Co. KG
- FRABA GmbH
- Fritz Kübler GmbH
- Hengstler GmbH (in der Fortive Gruppe)
- iC-Haus GmbH
- Kollmorgen Europe GmbH (in der Fortive Gruppe)
- TR-Electronic GmbH
- Wachendorff Automation GmbH & Co. KG